# Stuart Adamson

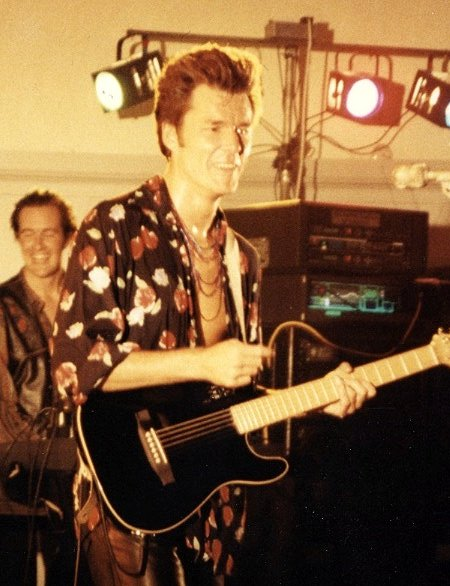
Stuart Adamson, 1991

Stuart Adamson (* 11. April 1958 in Manchester; † 16. Dezember 2001 in Honolulu, Vereinigte Staaten) war ein britischer Musiker.

## Werdegang
Adamson war Gründer der Bands Skids (Synthesizer, Gesang, Gitarre), Big Country (Leadgesang, Gitarre) und The Raphaels. Er wurde am 16. Dezember 2001 tot in seinem Hotelzimmer im Best Western Plaza Hotel in Honolulu auf Hawaii aufgefunden. Als Todesursache wurde Suizid angenommen. Die Autopsie seines Leichnams ergab, dass Adamson am Tag seines Todes eine Blutalkoholkonzentration von 2,79 Promille hatte.